# Félicité Niyitegeka
Félicité Niyitegeka   (Butare, 1934 - Gisenyi, 21 d'abril de 1994) filla de Simon Sekabwa i Angelina Nyirampabuka. va ser una ciutadana religiosa originària de Vumbi, Butare d'ètnia hutu, coneguda per salvar almenys 16 tutsi de ser morts a trets per la milícia Interahamwe.
Durant el Genocidi de Ruanda, Niyitegeka va ser la cap del Centre Saint Pierre, una llar de caritat sota la diòcesi catòlica de Nyundo a Gisenyi (districte de Rubavu). Niyitegeka va subornar un soldat amb una quantitat de diners perquè permetés creuar al veí Zaire a diversos objectius a matar. Inicialment, la milícia hutu temia assaltar el Centre Saint Pierre perquè Niyitegeka tenia un germà que era un oficial superior en l'exèrcit (FAR). Però el seu germà, el coronel Alphonse Nzungize, es va assabentar d'això i va enviar els seus escortes a la seva germana per advertir-li que no intentés resistir els atacs d'Interahamwe al centre. Li va advertir que aviat la matarien si seguia refugiant i defensant els tutsis. Fins i tot la van animar a abandonar-los i fugir. Però ella s'hi va negar, lliurant als emissaris de tornada un missatge per dir-li al seu germà que no hauria d'estar preocupat per ella:
«El meu germà més estimat,
Gràcies per voler ajudar-me. Preferiria morir que abandonar les quaranta-tres persones de les quals en sóc responsable. Preguem per nosaltres perquè puguem venir a Déu. Diem "adéu" a la nostra mare i al nostre germà. Quan estigui amb Déu, pregaré per vosaltres. Cuida't. Gràcies per pensar en mi. Si Déu ens salva, com esperem, ens veurem demà.
La teva germana, Félicité Niyitegeka.»

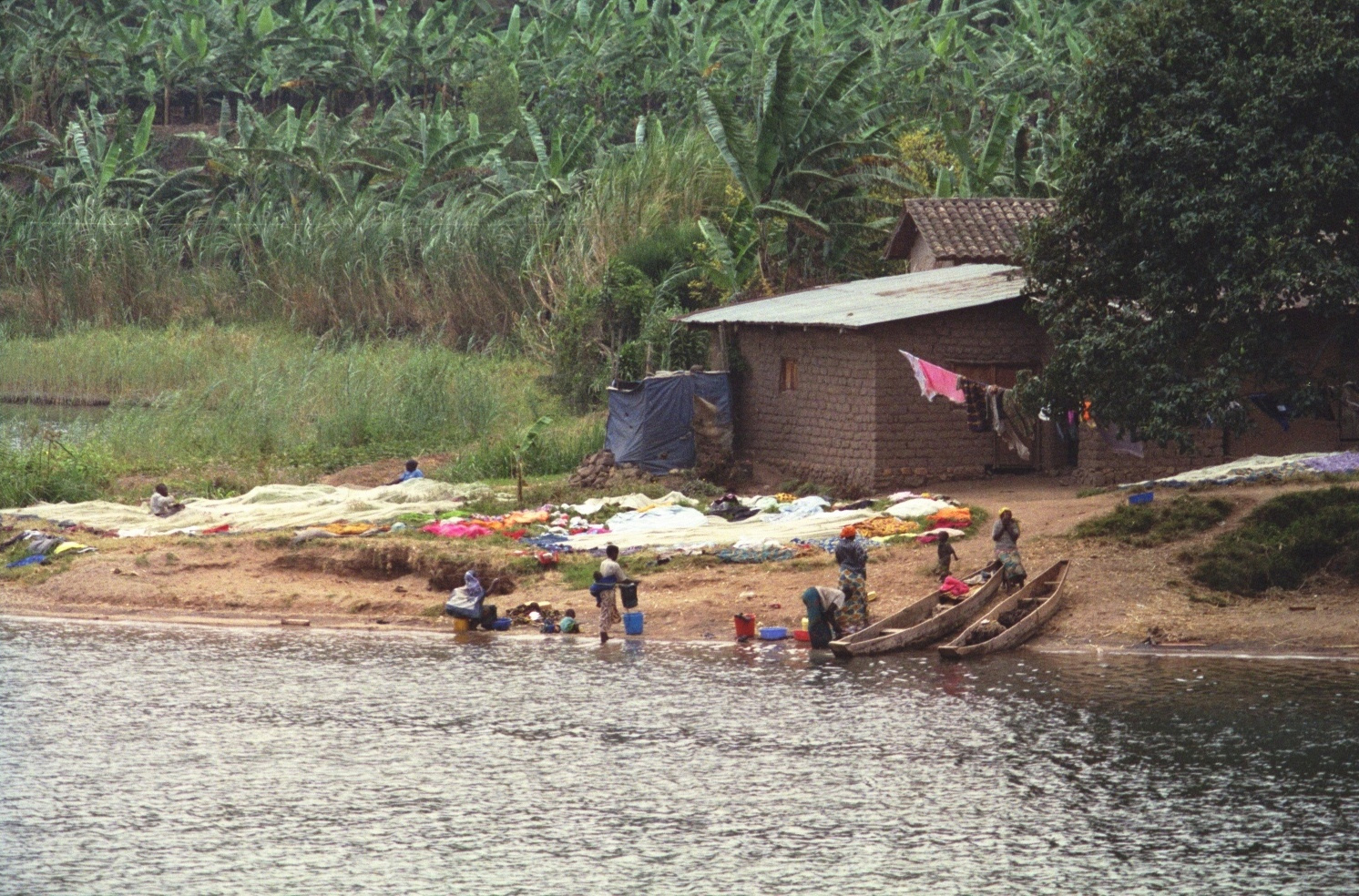
Vora del llac Kivu a Gisenyi, lloc d'on partien els bots amb tutsis per travessar la frontera amb la RDC, al centre del llac.

La milícia, en vista de la resistència dels religiosos a deixar abandonats els refugiats, va portar tothom a un camp d'extermini. Pel camí se'ls va donar l'oportunitat de baixar dels vehicles i salvar llurs vides, però es van negar a abandonar als protegits. Allà van ser assassinats tots, llevat d'un supervivent que es va fer passar per mort, que va reconèixer el cadàver de Félicité. A l'endemà el seu germà Nzungize va buscar el seu cos entre la pila de la fossa comuna i el va soterrar en una fossa individual.
En recopilar la llista dels Herois Nacionals, les autoritats van trobar que la seva valentia durant tota la seva vida li van atorgar un lloc a la llista. Va ser consagrada com a heroïna nacional. Així ho va dictar una decisió de la reunió del Govern celebrada el 12 de setembre del 2011.